# Лядов, Иван Григорьевич
Иван Григорьевич Лядов (1926—1945) — сержант Рабоче-крестьянской Красной Армии, участник Великой Отечественной войны, Герой Советского Союза (1945).

## Биография
Иван Лядов родился 28 января  1926 года в деревне Заборная (ныне — в черте города Краснокамска Пермского края). После окончания начальной школы работал слесарем. В ноябре 1943 года Лядов был призван на службу в Рабоче-крестьянскую Красную Армию. С декабря 1944 года — на фронтах Великой Отечественной войны. К январю 1945 года гвардии сержант Иван Лядов был заряжающим орудия танка 13-го гвардейского отдельного тяжёлого танкового полка 4-й танковой армии 1-го Украинского фронта. Отличился во время освобождения Польши.
22-27 января 1945 года Лядов вёл огонь по противнику, нанеся ему большие потери. Только в одном бою под городом Кобылин он вместе со своим экипажем уничтожил 1 танк и 5 артиллерийских орудий. 27 января 1945 года, когда танк Лядова встал из-за поломки, экипаж с пятью автоматчиками вёл бой с превосходящими силами противника, уничтожив 1 бронетранспортёр, 5 автомашин, несколько сотен солдат и офицеров. В том бою Лядов погиб. Похоронен в населённом пункте Смолице в 3 километрах к юго-западу от Кобылина.
Указом Президиума Верховного Совета СССР от 10 апреля 1945 года за «образцовое выполнение боевых заданий командования на фронте борьбы с немецкими захватчиками и проявленные при этом мужество и героизм» гвардии сержант Иван Лядов посмертно был удостоен высокого звания Героя Советского Союза. Также был награждён орденами Ленина и Отечественной войны 2-й степени.
В честь Лядова названы улица и школа, установлен бюст в Перми.